# Enrique Hernández (giocatore di baseball)
Enrique Javier Hernández, detto Kike (San Juan, 24 agosto 1991), è un giocatore di baseball portoricano che gioca nei ruoli di esterno e interno per i Los Angeles Dodgers della Major League Baseball (MLB).

## Carriera

### Inizi e Minor League
Nato nella capitale portoricana da padre portoricano e madre cubana, Hernández frequentò l'Accademia militare americana di Guaynabo. Fu scelto dagli Houston Astros nel sesto turno del draft MLB 2009, che lo assegnarono alla classe Rookie. Nel 2010 giocò nella classe A-breve e nel 2011 nella classe A. Nel 2012 venne schierato prevalentemente nella classe A-avanzata, venendo promosso in agosto nella Doppia-A, categoria in cui restò per l'intera stagione 2013. Iniziò la stagione 2014 nella Doppia-A, ma venne promosso nella metà del mese d'aprile nella Tripla-A.

### Major League

#### Houston Astros e Miami Marlins
Debuttò nella MLB il 1º luglio 2014, al Minute Maid Park di Houston contro i Seattle Mariners. Schierato in sostituzione di José Altuve come seconda base, Hernández apparve nella parte bassa del settimo inning nel suo primo turno di battuta, colpendo una doppio (con errore della difesa) e ottenendo il primo punto battuto a casa. Nella parte bassa del nono inning colpì un'altra valida, un singolo. Il 2 luglio sempre contro i Marlins, batté il suo primo fuoricampo.
Il 31 luglio dello stesso anno, gli Astros scambiarono Hernández, Jarred Cosart e il giocatore di minor league Austin Wates con i Miami Marlins per Jake Marisnick, Francis Martes, Colin Moran. Con i Marlins batté il suo primo grande slam il 26 settembre 2014.

#### Los Angeles Dodgers
Il 10 dicembre 2014, Hernández fu scambiato con i Los Angeles Dodgers., venendo assegnato alle minor league ma venendo richiamato nel roster principale il 28 aprile 2015. che lo utilizzarono in sette diverse posizioni in difesa. Nel mese di agosto, Hernández sostituì Joc Pederson come esterno centro principale, ma saltò la maggior parte del mese di settembre per un infortunio al tendine del ginocchio. Nel 2015 disputò 76 partite con una media battuta di .307, 7 fuoricampo e 22 punti battuti a casa (RBI).
Nel 2016, Hernández ebbe statistiche inferiori, battendo con .190, 7 fuoricampo e 18 RBI in 109 gare. Fu escluso dal roster nel primo turno di playoff e non colpì alcuna palla in otto turni in battuta nelle National League Championship Series 2016.
Nella quinta gara delle National League Championship Series 2017, Hernández batté 3 fuoricampo, incluso un grande slam, pareggiando il record MLB in una partita di playoff con 7 RBI, contribuendo a fare raggiungere ai Dodgers le prime World Series dal 1988. Nelle finali, i Dodgers furono sconfitti dagli Houston Astros per quattro gare a tre.
Chiuse la regular season 2018 con una media di .256, a cui aggiunse 21 fuoricampo e 52 RBI. I Dodgers arrivarono nuovamente alle World Series ma furono ancora sconfitti, questa volta dai Boston Red Sox per quattro gare a uno.
La sua media battuta nel 2019 fu .237, con 17 fuoricampo e 62 RBI. Nonostante un bilancio di 106-56, la squadra venne eliminata a sorpresa dai futuri campioni dei Washington Nationals.
Nel 2020 giocò 48 partite in una stagione notevolmente accorciata per via della pandemia di COVID-19. Durante queste presenze, batté .230 e mise a segno 5 fuoricampo e 20 RBI. In gara 7 delle National League Championship Series contro gli Atlanta Braves, Hernández fu l'autore del fuoricampo che al sesto inning consentì ai Dodgers di riportare in parità una partita decisiva, poi vinta di misura per 4-3. Questo risultato consentì l'accesso alle World Series, le quali furono vinte proprio dai losangelini. Divenne free agent a fine stagione.

#### Boston Red Sox
Il 2 febbraio 2021, Hernández firmò un contratto biennale dal valore complessivo di 14 milioni di dollari con i Boston Red Sox, franchigia guidata dal manager connazionale Alex Cora che fu già suo CT con la nazionale portoricana al World Baseball Classic 2017.

## Palmarès

### Nazionale
- World Baseball Classic:  Medaglia d'Argento

Team Porto Rico: 2017

### Club
- World Series: 2

Los Angeles Dodgers: 2020 - 2024

### Individuale
- Giocatore della settimana: 1

AL: 25 luglio 2021